# آندي ماكدويل
آندي ماكدويل  (بالإنجليزية: Andie MacDowell)‏ هي ممثلة. من مواليد 21 أبريل 1958 في كارولاينا الجنوبية، الولايات المتحدة. بدأت مسيرتها الفنية عام 1977.

## الأعمال

### أفلام
| السنة | العنوان                 | الدور                           |
| ----- | ----------------------- | ------------------------------- |
| 1989  | جنس وأكاذيب وشريط فيديو | آن بيشوب مولاني                 |
| 1990  | البطاقة الخضراء         | برونتي باريش                    |
| 1992  | اللاعب                  | نفسها (دور الكاميو)             |
| 1993  | طريق مختصر              | آن فينيجان                      |
| 1993  | يوم غراوندهوغ           | ريتا هانسون                     |
| 1993  | روبي القاهرة            | إليزابيث "بيسي" فارو/روبي كايرو |
| 1994  | أربع زيجات وجنازة       | كاري                            |
| 2006  | الحظيرة                 | كيلي (تمثيل صوتي)               |
| 2011  | مونت كارلو              | باميلا بينيت كيلي               |
| 2017  | الشجعان فقط             | مارفل شتاينبرينك                |
| 2019  | مستعد أم لا             | بيكي لي دوماس                   |
| 2021  | الأرض القاحلة           | مونيكا كرير                     |
| 2022  | معا في ليالي الصيف      | فيكتوريا                        |

## روابط خارجية
- آندي ماكدويل على موقع IMDb (الإنجليزية)
- آندي ماكدويل على موقع روتن توميتوز (الإنجليزية)
- آندي ماكدويل على موقع مونزينجر (الألمانية)
- آندي ماكدويل على موقع ألو سيني (الفرنسية)
- آندي ماكدويل على موقع ميوزك برينز (الإنجليزية)
- آندي ماكدويل على موقع تيرنر كلاسيك موفيز (الإنجليزية)
- آندي ماكدويل على موقع أول موفي (الإنجليزية)
- آندي ماكدويل على موقع قاعدة بيانات الأفلام السويدية (السويدية)
- آندي ماكدويل على موقع إن إن دي بي (الإنجليزية)
- آندي ماكدويل على موقع ديسكوغز (الإنجليزية)